# Каденюк, Леонид Константинович
Леони́д Константи́нович Каденю́к (укр. Леонід Костянтинович Каденюк; 28 января 1951, с. Клишковцы Хотинского района Черновицкой области — 31 января 2018, Киев) — первый совершивший полёт в космос космонавт независимой Украины. Лётчик-испытатель, генерал-майор ВВС Украины, Герой Украины (1999), кандидат технических наук, член МФКО.

## Биография
Родился 28 января 1951 года в селе Клишковцы Хотинского района Черновицкой области Украины в семье сельских учителей.

### Образование
- 1967—1971 годы — курсант Черниговского высшего военного авиационного училища лётчиков имени Ленинского комсомола. Специальность «Пилотирование и эксплуатация летательных аппаратов», квалификация — лётчик-инженер.
- 1976—1978 годы — Центр подготовки космонавтов имени Ю. А. Гагарина. Квалификация — лётчик-космонавт.
- 1977 год — школа лётчиков-испытателей при Государственном Краснознамённом научно-испытательном институте имени В. П. Чкалова ВВС СССР (впоследствии, с 1989 года — 929-й Государственный лётно-испытательный центр (ГЛИЦ) Министерства обороны СССР имени В. П. Чкалова).
- 1985—1989 годы — Московский авиационный институт имени Серго Орджоникидзе. Квалификация: инженер-механик.
- С 2006 года — кандидат технических наук.

### Служба в СССР
С 1971 года — лётчик-инструктор 701-го учебного авиационного полка Черниговского высшего военного авиационного училища лётчиков имени Ленинского комсомола.
С 1976 по 1983 и с 1988 по 1992 год — в советском отряде космонавтов.
С марта 1983 года — командир звена в Государственном центре подготовки авиационного персонала и войсковых испытаний имени В. П. Чкалова ВВС СССР.
В 1984—1988 годах — лётчик-испытатель и пилот-инструктор в Научно-испытательном институте имени В. П. Чкалова ВВС СССР.
22 марта 1983 года приказом Главнокомандующего ВВС отчислен из отряда космонавтов СССР в связи с разводом с женой («Моя земная жизнь к космосу отношения не имеет» — сказал будущий космонавт).
25 октября 1988 года зачислен в группу космонавтов 929-го государственного научно-испытательном института имени В. П. Чкалова ВВС СССР.

### Служба в Украине и космический полёт
С 1995 года — в группе космонавтов национального космического агентства Украины.
19 ноября — 5 декабря 1997 года совершил космический полёт (продолжительностью 15 суток 16 часов) в качестве специалиста по полезной нагрузке на американском космическом корабле-шаттле «Колумбия» (STS-87), где выполнял эксперименты Института системных исследований человека по тематике «Человек и состояние невесомости». По сведениям российских СМИ плата за полёт была символической — $87 000.
Статистика
| # | Стартовый корабль | Старт, UTC        | Экспедиция | Корабль посадки | Посадка, UTC      | Налёт              | Выходы в открытый космос | Время в открытом космосе |
| - | ----------------- | ----------------- | ---------- | --------------- | ----------------- | ------------------ | ------------------------ | ------------------------ |
| 1 | Колумбия          | 19.11.1997, 19:45 | STS-87     | Колумбия        | 05.12.1997, 12:20 | 15 сут 15 ч 34 мин | 0                        | 0                        |

С января 1998 года — начальник управления авиации войск ПВО Украины.
С июля 1999 года — внештатный помощник президента Украины Л. Д. Кучмы по вопросам авиации и космонавтики.
С 2001 года — заместитель генерального инспектора генеральной военной инспекции при президенте Украины.
С 2002 года — народный депутат Украины. С июня 2002 года — заместитель председателя комитета Верховной рады Украины по национальной безопасности и обороне.
С 14 февраля 2006 года — член комиссии по вопросам космической деятельности.

### Смерть
Скоропостижно скончался 31 января 2018 года на 68-м году жизни во время утренней пробежки в парке «Царского Села» (фольклорное название элитарного жилищного комплекса в Печерском районе Киева), предположительно от сердечного приступа, вызванного оторвавшимся тромбом в кровеносном сосуде. Это была первая пробежка после месячного перерыва.
Похоронен 2 февраля 2018 года в Киеве на участке 42-А Байкового кладбища.
Как сообщалось в СМИ за три года до того, брат-близнец космонавта — Сергей Каденюк — тоже умер после того, как ему стало плохо во время утренней пробежки, причиной смерти также стали проблемы с сердцем.

## Семья[12]
- Отец — Константин Никитич Каденюк (20.05.1922—01.02.1989) — педагог.
- Мать — Нина Андреевна Каденюк (29.12.1923—13.10.2013) — педагог.
- Брат — Владимир Константинович Каденюк (?.?.1945—02(или 01).12.2012[14]).
- Брат — Сергей Константинович Каденюк (28.01.1951—05(?).05.2015[15][13]).
- Первая жена — Людмила Сергеевна Колеватова (Каденюк), (род. в 1948).
  - Сын — Владимир Леонидович Каденюк (род. 20.03.1974) — военнослужащий.
- Вторая жена — Вера Юрьевна Каденюк (Косолапенкова) (род. 29.04.1953) — переводчик, инженер-референт.
  - Сын — Дмитрий Леонидович Каденюк (род. 09.07.1984).

## Награды и звания
- Герой Украины (с вручением ордена «Золотая Звезда», 3 декабря 1999 года) — за заслуги перед украинским государством в развитии космонавтики, выдающийся личный вклад в укрепление международного сотрудничества в космической сфере[16].
- Орден «За заслуги» III степени (Украина, 12 апреля 2011 года) — за значительный личный вклад в развитие ракетно-космической отрасли, достижения в создании и внедрении космических систем и технологий, высокое профессиональное мастерство[17].
- Орден «За мужество» I степени (19 января 1998 года) — за выдающийся вклад в повышение международного авторитета национальной космической отрасли, личное мужество и героизм, проявленные при проведении украинско-американских научных исследований на борту космического корабля «Колумбия»[18].
- Именное огнестрельное оружие (25 января 2001 года) — за личные заслуги в обеспечении обороноспособности Украины, образцовое исполнение воинского и служебного долга[19].
- Заслуженный мастер спорта Украины (10 сентября 1998 года)[12]
- 6 медалей.
- Почётный гражданин города Черновцы (2001 год).
- Медаль «На славу Черновцов».
- Медаль «За космический полёт» (США, НАСА, 1997 год).

## Звания и ранги

### Воинские звания в Вооружённых Силах СССР
- Лейтенант (5 ноября 1971 года)
- Старший лейтенант (1973 год)
- Капитан (23 февраля 1976 года)
- Майор (12 апреля 1979 года)
- Подполковник (18 августа 1982 года)
- Полковник (25 октября 1986 года)

### Воинские звания в вооружённых силах Украины
- с 15 февраля 1996 года — уволен из Вооружённых Сил России[источник не указан 308 дней]
- Генерал-майор (20 января 1998 года)[20]
- С 2006 года — в отставке

### Ранг государственного служащего
- Первый ранг государственного служащего (Украина)

## Память
- В марте 2023 года проспект Юрия Гагарина в Киеве переименовали в честь первого космонавта Украины Леонида Каденюка[21][22].
- В апреле 2024 года улица Танкопия в Харькове была переименована в улицу Каденюка.
- В 2017 году астероид, открытый в 2004 году в Андрушёвской астрономической обсерватории, назван в честь астронавта — (399673) Каденюк[23].
- Именем Леонида Каденюка названа улица в с. Новониколаевка[24].
- На родине в с. Клишковцы:
  - Улица, на которой жил будущий космонавт, названа его именем в 1998 году. Решение Клишковецкого сельского совета от 16.01.1998.
  - Решением Клишковецкого сельского совета от 28.12.1997 присвоено звание Почетного гражданина села Клишковцы.
  - Имя Л. Каденюка носит школа, в которой он учился, ныне «Клішковецький опорний заклад освіти (ОЗО) імені Леоніда Каденюка» (укр.)[25].
  - На главной аллее возле школы в 2019 году открыт первый памятник космонавту.
  - На двух школах в селе установлены мемориальные доски памяти космонавта.
  - При въезде в село Клишковцы с двух сторон установлены памятные знаки о том, что в нём родился первый космонавт независимой Украины Л. Каденюк.
- 5 декабря 2020 года, в 23-ю годовщину возвращения Каденюка из космоса на Землю, на Байковом кладбище в Киеве, где похоронен космонавт, установлен памятник[26]; его авторы — художник-монументалист, народный художник Украины Анатолий Гайдамака и скульптор, народный художник Украины Владимир Шолудько[27].

## Первый космонавт независимой Украины
Леонид Каденюк является первым гражданином независимой Украины, совершившим космический полёт; по состоянию на март 2018 года он также является единственным гражданином Украины, совершившим космический полёт после провозглашения её независимости 24 августа 1991 года.
Не стоит путать определения «первый украинский космонавт» и «первый космонавт независимой Украины». Первым космонавтом-украинцем, побывавшим в космосе, является Павел Попович, летавший в космос в 1962 году и ставший четвёртым космонавтом СССР. Павел Попович также упоминается как «первый украинский космонавт» в официальных документах Верховной рады и Кабинета министров Украины.